# Úvalno
Úvalno (německy Lobenstein) je slezská obec v okrese Bruntál v Moravskoslezském kraji. Žije zde 983 obyvatel. Obec je součástí sdružení Mikroregion Krnovsko a Mikroregion Opavsko - severozápad. 

## Názvy existujících a zaniklých částí
- Česky Úvalno (1869 Uvalno), německy Lobenstein,[4] polsky Uwalno.
  - Česky Branice, Bránice (původně v jednotném čísle "ta", pod vlivem polštiny i "ty"; Rakouská B.), též Branický dvůr[5], německy Branitz (Österreichisch Branitz), polsky Branice.
  - Česky Láryšova Myslivna, německy Hühnerfarm.
  - Česky Strážiště, německy Wachberg.

## Historie
O vzniku obce nemáme žádné zachovalé zprávy. První písemná zmínka o obci pochází (podle obecní kroniky) z roku 1238, kdy je zmiňována slovanská obec Chvalno. Slovanské osídlení v osmém až devátém století v okolí vesnice dokládají nálezy keramiky v okolí tří sídlištních objektů, z nichž jeden je považován za pec. V katastrálním území byla na několika místech nalezena také keramika z jedenáctého až třináctého století. Dle obecní kroniky se zde nacházelo sídliště z mladší doby bronzové a doby železné. 
V roce 2018 získalo Úvalno titul obec Moravskoslezského kraje a s tím spojenou odměnu jeden milion korun. Tuto částku pak obec využila na rekonstrukci budovy zastávky, která byla provedena v roce 2020. V objektu by mělo být informační centrum a návazné služby.

## Přírodní poměry
Obec Úvalno sousedí na severu s Krnovem, na východě s Polskem (gmina Branice), na jihu s Brumovicemi a na západě s Býkovem-Láryšovem. Od okresního města Bruntál je vzdálena 21 km, od města s rozšířenou působnosti Krnov 6 km, od krajského města Ostrava 46 km a od hlavního města Prahy 305 km. Sousedními obcemi sídla jsou Býkov-Láryšov, Brumovice a Krnov.
Geomorfologicky patří Úvalno ke dvěma různým celkům: východní část k provincii Středoevropská nížina, subprovincii Středopolské nížiny, oblasti Slezská nížina (geomorfologický celek Opavská pahorkatina, podcelek Poopavská nížina), západní část k provincii Česká vysočina, subprovincii Krkonošsko-jesenické (Sudetské), oblasti Jesenické (Východosudetské) (geomorfologický celek Nízký Jeseník, podcelek Brantická vrchovina). Nejvyšším bodem obce je vrch U lesovny (427/426 m n. m.) na západ od obce, přímo nad vesnicí je vrch Strážiště (395 m n. m.).
Území Úvalna patří do povodí Odry, resp. Opavy. Severojižním směrem tekoucí řeka Opava tvoří rovněž východní hranici obce. Opava přijímá na území Úvalna zprava Hájnický potok a Černý potok. U Hájnického potoka se nachází Dolní hájnický rybník (Horní hájnický rybník je na území Krnova). Na území Úvalna částečně zasahuje i vodní nádrž Pocheň.
Území obce pokrývá z 57,5 % zemědělská půda (52 % orná půda, 4 % louky a pastviny), z 35 % les a z 6 % zastavěné a ostatní (např. průmyslové) plochy.

### Vývoj počtu obyvatel
Počet obyvatel Úvalna (včetně Branice) podle sčítání lidu nebo jiných úředních záznamů:
| Rok            | 1869 | 1880 | 1890 | 1900 | 1910 | 1921 | 1930 | 1939 | 1950 | 1961 | 1970 | 1980 | 1991 | 2001 |
| -------------- | ---- | ---- | ---- | ---- | ---- | ---- | ---- | ---- | ---- | ---- | ---- | ---- | ---- | ---- |
| Počet obyvatel | 1013 | 1100 | 1232 | 1304 | 1386 | 1461 | 1720 | 1798 | 1050 | 1197 | 914  | 966  | 877  | 954  |

1. ↑  z toho místní část Branice 37
2. ↑  z toho: 190 Čechoslováků, 1457 Němců; 1675 řím. kat., 30 evang., 11 čsl., 1 izrael., 1 bez vyzn.
3. ↑  z toho: 830 Čechů, 15 Moravanů a 4 Slezané, 18 Slováků, 3 Němci, 1 Polák; 208 řím. kat., 7 čsl. hus., 1 evang., 1 pravosl., 483 bez vyzn.

V Úvalně je evidováno 329 adres, vesměs čísla popisná (trvalé objekty). Při sčítání lidu roku 2001 zde bylo napočteno 286 domů, z toho 255 trvale obydlených. Ke dni 25. 3. 2010 zde žilo 981 obyvatel.

## Doprava
Vesnicí prochází železniční trať Olomouc – Opava se zastávkou Úvalno, silnice I/57 a silnice II/460. V obci se nachází silniční hraniční přechod Úvalno – Branice pro vozidla do 7,5 tuny do polské vsi Branice. Obec je zaintegrována v systémech ODIS a Esko. Katastrem vesnice prochází modře značená turistická trasa 2227 a cyklistická trasa 55. 

## Obecní správa a politika
Správu nad obcí vykonává obecní zastupitelstvo v čele se starostou. Je voleno v komunálních volbách na čtyři roky a má 7 členů. 
V roce 2022 byli zvoleni tito členové rady: Barbara Melcrová (BEZPP), Ing. Radek Šimek (BEZPP), Petr Svozil (BEZPP), Roman Šťastný (BEZPP), Lukáš Žitník (BEZPP), Bc. Renata Hudečková (BEZPP), Petr Janalík (BEZPP).
Volební účast byla 53,06 % v jediném volebním okrsku. Ze zvolených zastupitelů bylo všech 7 bez stranické příslušnosti. Starostou se stal Ing. Radek Šimek.

### Správní území
Obec leží v Moravskoslezském kraji s 300 obcemi ve Slezsku v okrese Bruntál s 67 obcemi, má status obce s rozšířenou působností a obce s pověřeným obecním úřadem je součástí správního obvodu Krnov s 25 obcemi. Skládá se s 1 katastrálního území a 1 části obce.

### Obecní symboly
Obec má tyto následující symboly : 
- Vlajka – skládá se ze dvou vodorovných pruhů v poměru 7:1, uprostřed zeleného pruhu je stříbrná kvádrovaná, věž ve které jsou čtyři prolomená okna, zakončené jsou stupňovitým ochozem, který je provázený dvěma stříbrnými květy na zelených stoncích.[18]

- Znak – na ploše modrého štítu je zelené trojvrší, na kterém je stříbrná kvádrovaná věž, v ní jsou čtyři prolomená okna, zakončené jsou stupňovitým ochozem, který je provázený dvěma stříbrnými květy na zelených stoncích.[18]

## Sport
V obci sídlí Fotbalový klub Úvalno, TJ Družstevník Úvalno a Jezdecký klub Úvalno,o. s.

## Pamětihodnosti
- Kostel svatého Mikuláše
- Hrob Hanse Kudlicha
- Rozhledna na vrchu Strážiště
- Boží muka
- Sýpka na návsi
- Slovanské sídliště, archeologické naleziště
- Hradiště lužické kultury, archeologické naleziště
- Plovárna na Výsluní
- Retro muzeum
- Budova železniční zastávky
- Historický železniční vagon
- Úvalenské louky
- Labyrint dveří
- Zrcadlový labyrint

## Slavní rodáci
- Hans Kudlich (1823–1917), právník, lékař a politik, navrhovatel zrušení poddanství
- Hans Kudlich (1849–1928), politik, poslanec Říšské rady a Slezského zemského sněmu
- Josef Kinzel (1852–1925), rakouský malíř
- Kurt Tepperwein (* 1932), německý terapeut a léčitel[20]

## Vybavenost
Nachází se zde základní a mateřská škola s jídelnou a družinou, obchod s potravinami (pobočka Hrušky), pošta, knihovna, kadeřnictví, kostel, kulturní dům, restaurace, hospoda, hřbitov, info centrum, zahradnictví, hasičská zbrojnice. V obci je zaveden plynovod, vodovod, elektrická energie a kanalizace. Je zajištěn pravidelný svoz odpadu.

## Partnerské obce a regiony
- Gmina Branice, Polsko
- Powiat głubczycki, Polsko

## Galerie

Bývalá rychta
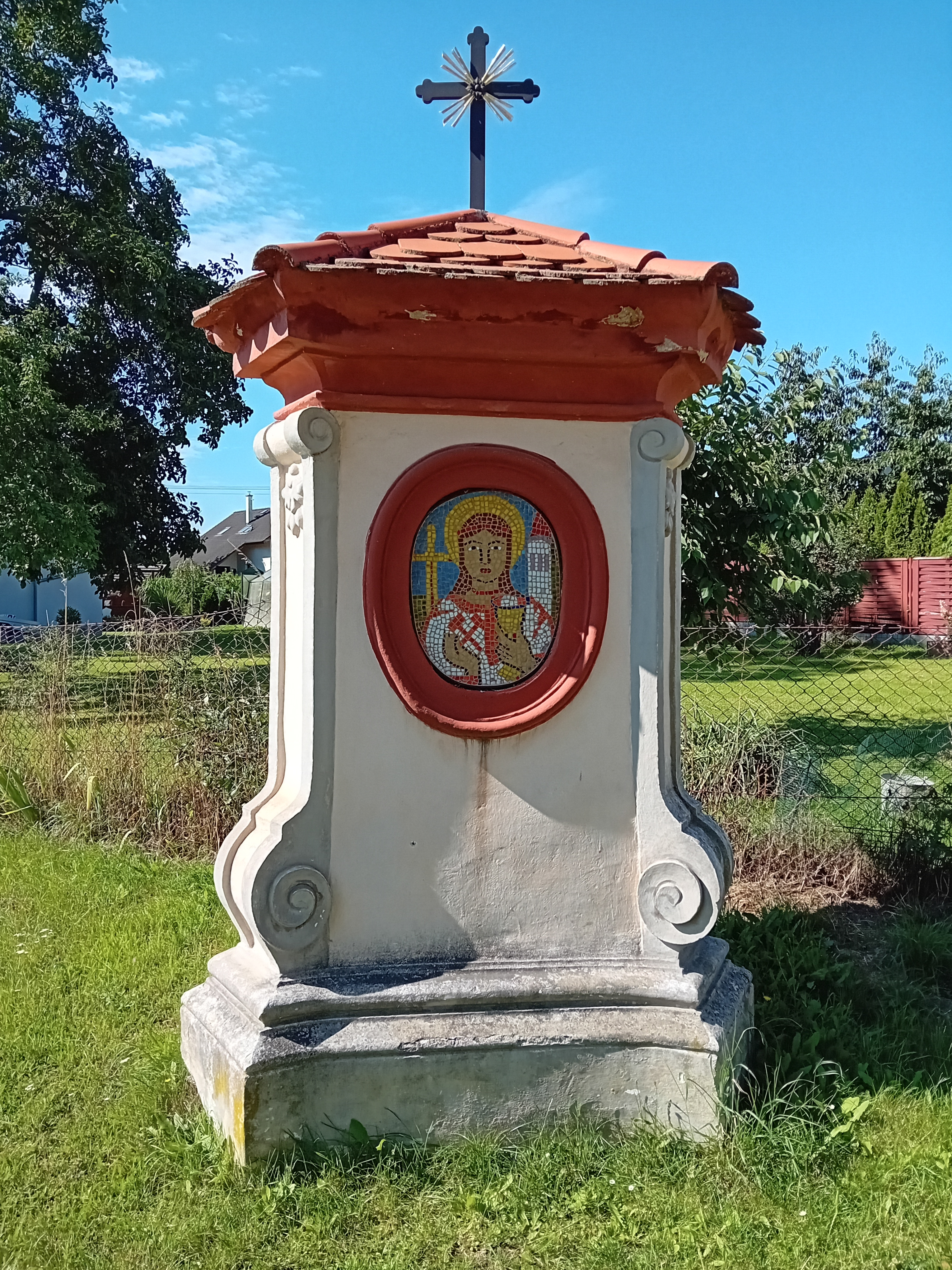
Boží muka
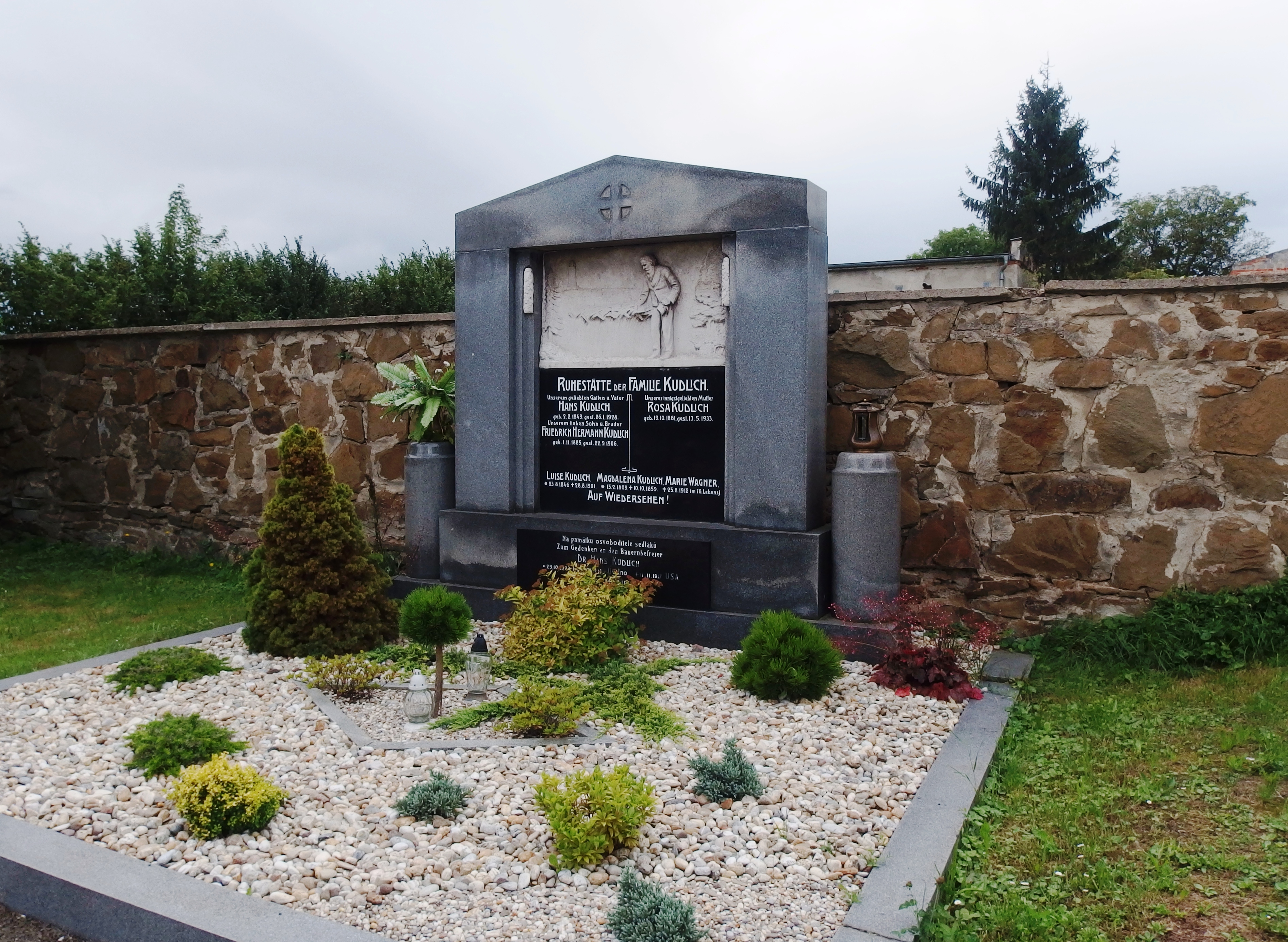
Hrob rodiny Kudlichovy
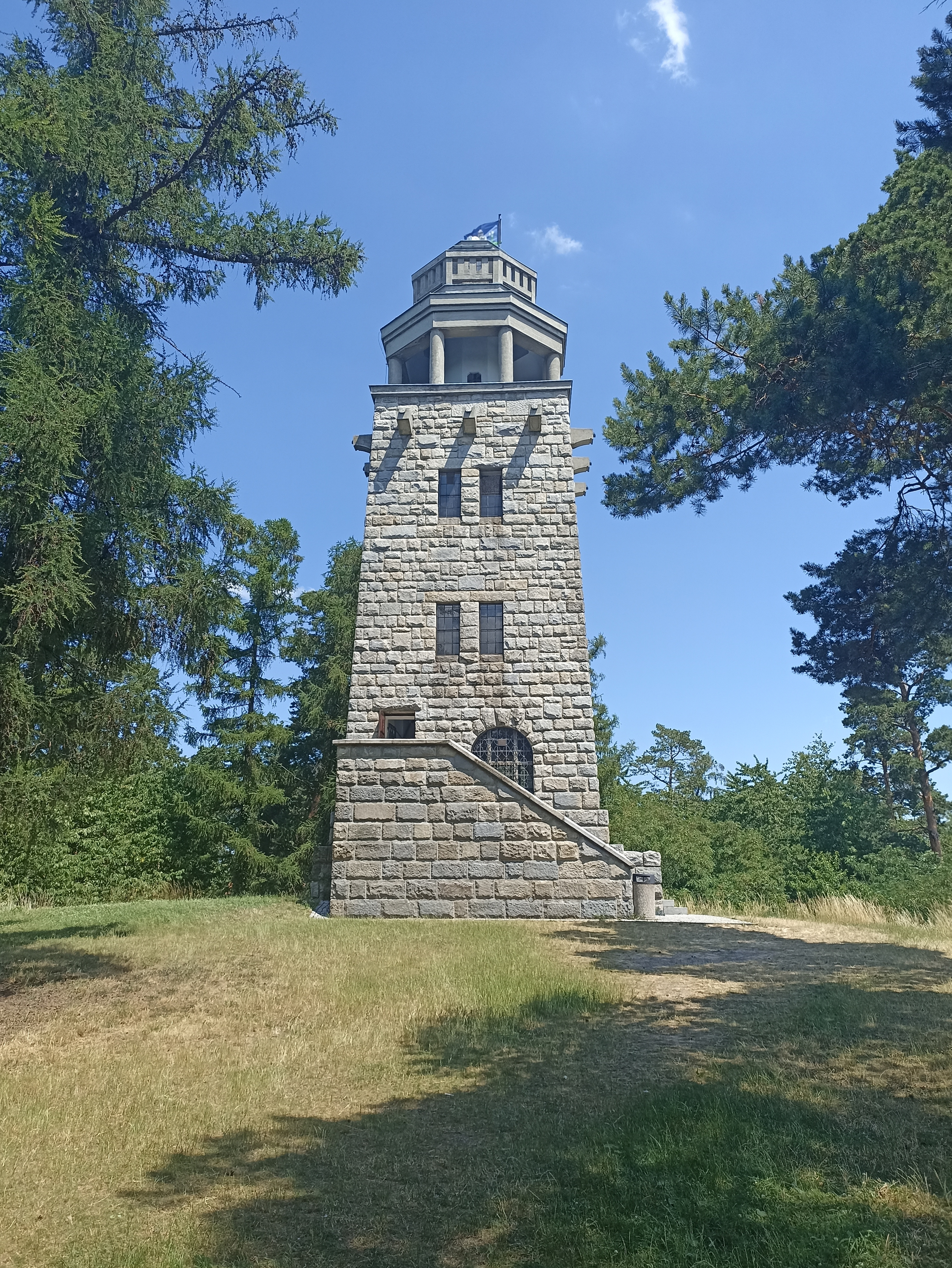
Rozhledna Strážiště
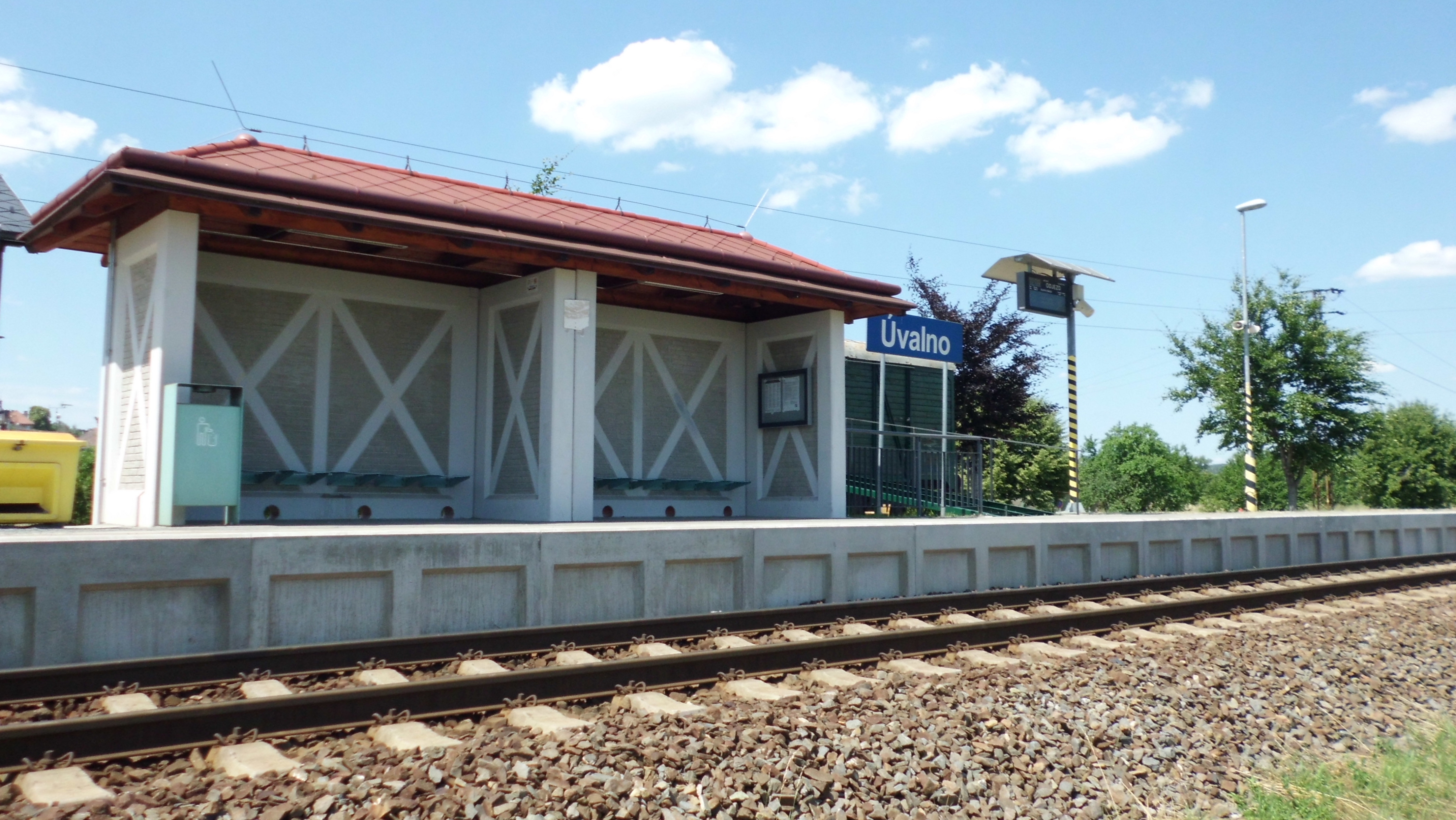
Železniční zastávka
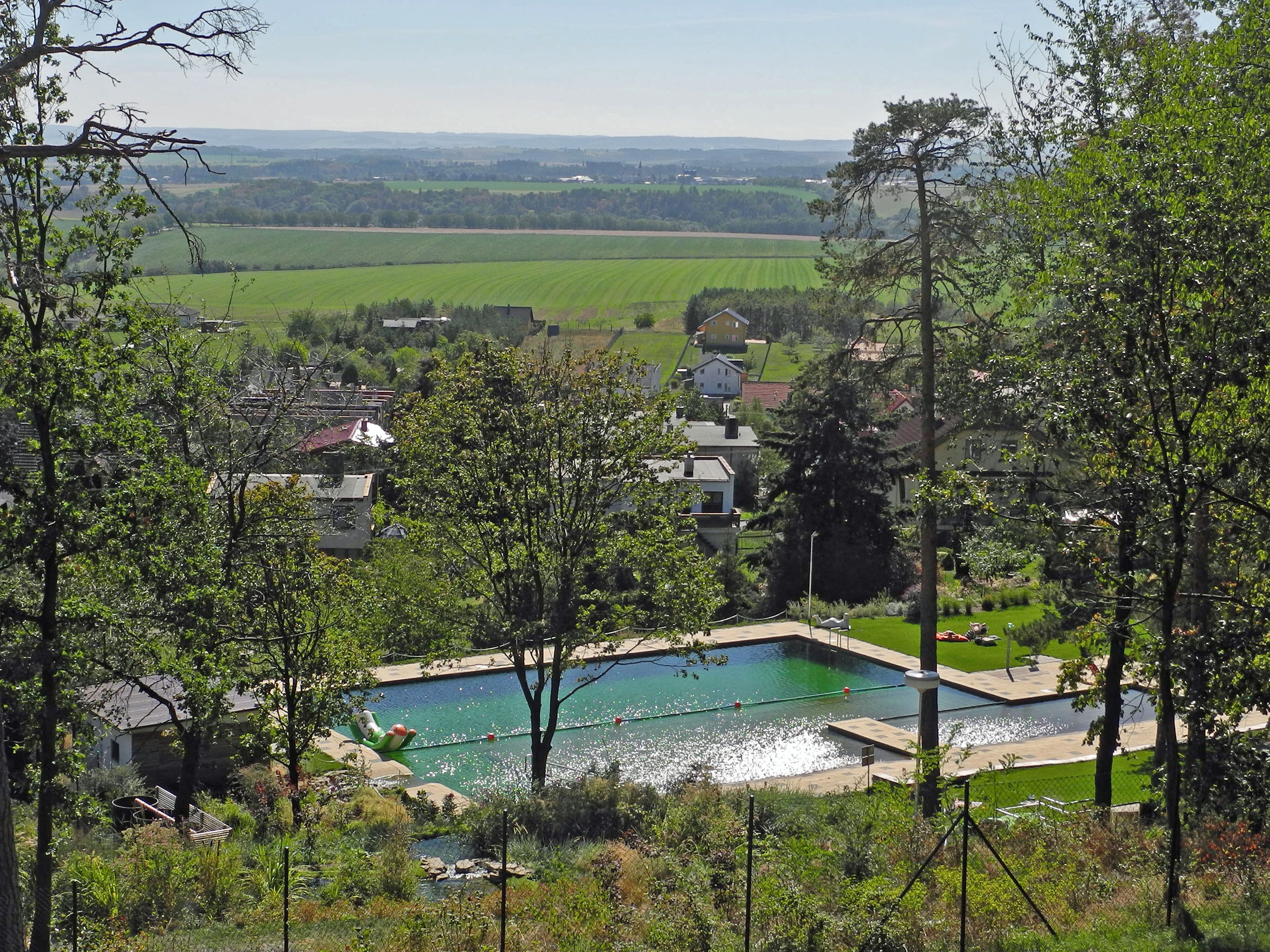
Plovárna na Výsluní